# أوسكار ماوروس فونتانه
أوسكار ماوروس فونتانه Oskar Maurus Fontana (ولد في 13 أبريل 1889 في فيينا – ومات في 4 مايو 1969 فيها) هو قصاص وكاتب مسرحي وشاعر وناقد مسرحي وصحفي نمساوي.
اتجه فونتانه إلى الدراسات الفلسفية في جامعة فيينا وكذلك إلى النشاط الأدبي والصحفي. وبعد الحرب العالمية الأولى عمل محررا في مجلتي Waage و Schaubühne، ثم ناقدا مسرحيا دائما لدى صحيفة Achtuhr-Abendblatt وكذلك لدى Tag. وفي عام 1945 أصبح محررا فنيا في الصحيفة اليومية Neues Österreich. وكان من المؤسسين لاتحاد الكتاب الديمقراطيين. وبين عامي 1945 و 1949 رأس تحرير Wiener Kurier وبين عامي 1951 و 1958 ناقدا مسرحيا لدى صحيفة Presse.
يشتمل إنتاجه الأدبي على المسرحيات والروايات والأقاصيص. اشتهر من خلال كتابه «الشتاء الأول» Der erste Winter. كتب في حياته عشرة كتب. واشترت مكتبة فيينا Wienbibliothek إرثه الأدبي من عائلته في عام 1970.

## من أعماله
- الشتاء الأول
- حين يموت العندليب
- حين تذهب السحابة الأخيرة
- قبل 25 يوما
- نهاية عدن
- عبقرية ألبين سكودا بين الضوء والظل